# La Montagne aux mille regards

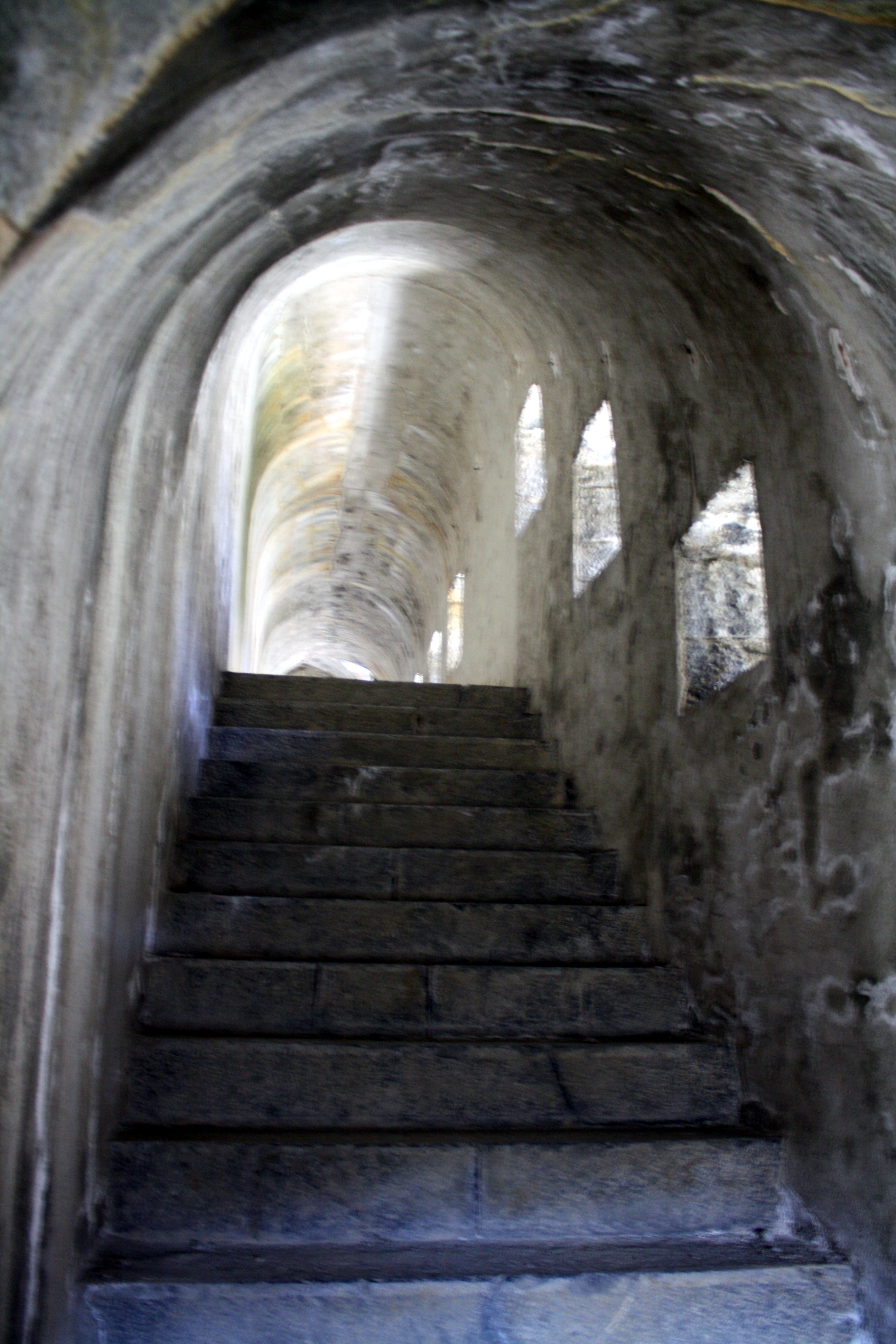
Замок фільму.

La Montagne aux mille regards (Гора тисячі поглядів) — французький фільм режисера Бастьєна Верні за сценарієм Девіда Шамберода, що вийшов 2021 року.

## Синопсис
Під час літніх канікул студенти вирішують відправитися в шале в долині Мор'єн, щоб провести вихідні.
Нарешті вони відвідують ізольовану цитадель, яка здається їм все більш загадковою, перш ніж зрозуміти, що це замок з привидами, і що вони потрапили в пастку таємного товариства під назвою братство Просвітництва,,.

## Таблиця даних
- Назва: La Montagne aux mille regards;
- Режисер: Бастьєн Верней;
- Сценарій: Девід Чемберод;
- Музика: Бастьєн Верні;
- Продюсерські компанії: Bastien Verney Films;
- Дистрибуційна компанія: Cimes Vision Production;
- Країна виробництва: Франція;
- Мова оригіналу: французька;
- Формат: кольори;
- Жанри : пригоди, фентезі, бойовик[2] ;
- Тривалість : 155 minutes ;
- Дата виходу у Франції : 29 грудня 2021[5].

## Розповсюдження

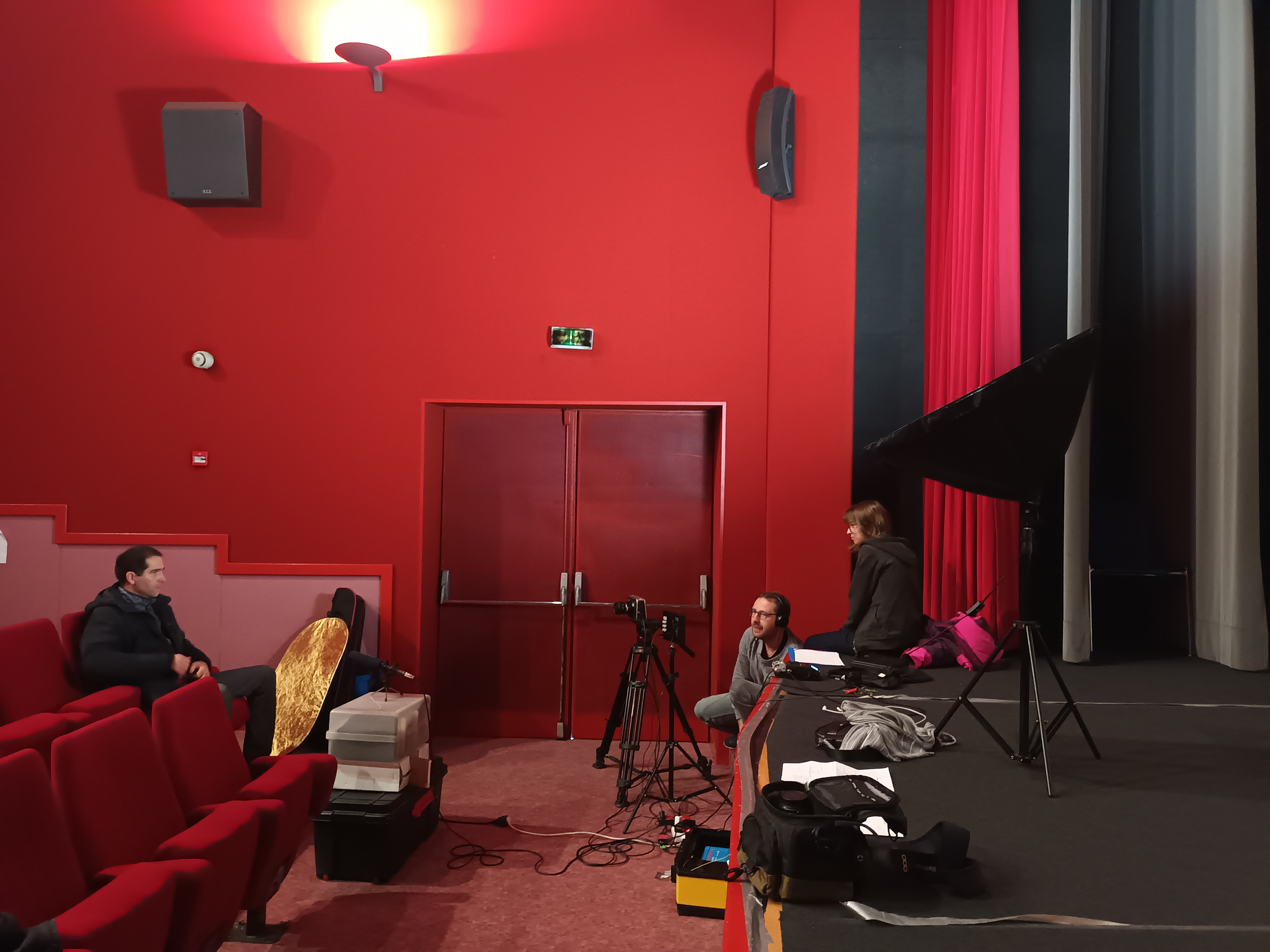
Сценарист, режисер і графічний дизайнер фільму.

- Аурора Перон (міс Pays de Savoie 2014[6]) ;
- Лілу Коллет;
- Батист Ратель;
- Еммануель Петуд;
- Ліза Екскофон;
- Даніель Грос;
- Еме Траверсаз;
- Адрієн Торрент;
- Катерина Ратель;
- Тамирис Лозат[7],[8].

## Виробництво

### Знімання
Знімання фільму почнуть 2017 року в Сен-Жан-де-Мор'єні (театр Жерара-Філіпе). Він триває в муніципалітетах Валуар (форт-дю-Телеграфе), Шамбері (університет Савойї Монблан), Орель (музей столиці), Сен-Мішель-де-Мор'єнн, Модан (станція) і Сен-Мартен-де-ла-Порт,,.